# Бородниця
Бородниця (Barbilophozia) — рід печіночників родини незірколистових (Anastrophyllaceae).

## Характеристика
Це рослини середнього розміру, від розпростертих до вертикальних. Листки зазвичай значно ширші за довжину і мають три-чотири частки. У ряду видів біля основи листка є вії. Вид дводомний, часто безплідний. Іноді утворюються виводкові тіла.

## Поширення
Європа, Азія, Північна Америка, Південна Америка, субантарктика.

## Види
- Barbilophozia atlantica (Kaal.) K. Mull.
- Barbilophozia attenuata (Mart.) Loeske
- Barbilophozia barbata (Schmid. ex Schreb.) Loeske
- Barbilophozia binsteadii (Kaal.) Loeske
- Barbilophozia cavifolia (Buch & S. Arnell) R. Stotl. & B. Stotl.
- Barbilophozia floerkei (Web. & Mohr) Loeske
- Barbilophozia gracilis K. Müll.
- Barbilophozia hatcheri (Evans) Loeske
- Barbilophozia hyperborea (Schust.) R. Stotl. & B. Stotl.
- Barbilophozia kunzeana (Hub.) Gams
- Barbilophozia lycopodioides (Wallr.) Loeske
- Barbilophozia quadriloba (Lindb.) Loeske
- Barbilophozia rubescens (Schust. & Damsholt) Kart. &  Söder.